# Arteria ombelicale
L'arteria ombelicale è un vaso, pari e simmetrico, che partecipa alla costituzione della circolazione fetale placentare.

## Decorso e funzione nel feto
Nel feto origina da ciascun lato dalle due arterie iliache interne, si porta anteriormente fino a giungere a ridosso della vescica urinaria, si porta poi verso l'alto fino alla regione ombelicale dove penetra nel cordone ombelicale, decorrendo assieme alla vena ombelicale fino alla placenta, nella quale si ramifica nei vari capillari dei villi coriali.
Ha significato funzionale di portare il sangue deossigenato proveniente dal corpo del feto verso la placenta. Qua il sangue riceve ossigeno e nutrienti e ritorna al feto tramite la vena ombelicale.

## Decorso nell'adulto
In seguito al parto, le arterie ombelicali vanno incontro a obliterazione funzionale e, dopo alcuni giorni, a obliterazione anatomica. Soltanto la porzione più prossimale delle arterie (il tratto che va dal ramo anteriore dell'arteria iliaca interna fino alla vescica) rimane pervia per costituire l'arteria vescicale superiore. La porzione distale delle arterie, tesa fra vescica ed ombelico, diventa un cordone fibroso detto legamento ombelicale mediale.